# Alexéi Záitsev
Alexéi Záitsev –en ruso, Алексей Зайцев– (Starotítarovskaya, 17 de septiembre de 1993) es un deportista ruso que compite en bobsleigh. Ganó una medalla de plata en el Campeonato Europeo de Bobsleigh de 2015, en la prueba cuádruple.

## Palmarés internacional
| Campeonato Europeo | Campeonato Europeo  | Campeonato Europeo | Campeonato Europeo |
| Año                | Lugar               | Medalla            | Prueba             |
| ------------------ | ------------------- | ------------------ | ------------------ |
| 2015               | La Plagne (Francia) | Medalla de plata   | Cuádruple          |